# Ґожень (Куявсько-Поморське воєводство)
Ґожень (пол. Gorzeń) — село в Польщі, у гміні Накло-над-Нотецем Накельського повіту Куявсько-Поморського воєводства.
Населення — 368 осіб (2011).
У 1975-1998 роках село належало до Бидгощського воєводства.

## Демографія
Демографічна структура станом на 31 березня 2011 року:
|          | Загалом | Допрацездатний вік | Працездатний вік | Постпрацездатний вік |
| -------- | ------- | ------------------ | ---------------- | -------------------- |
| Чоловіки | 177     | 43                 | 126              | 8                    |
| Жінки    | 191     | 49                 | 117              | 25                   |
| Разом    | 368     | 92                 | 243              | 33                   |